# فینال جام یوفا ۲۰۰۳
فینال جام یوفا ۲۰۰۳، رقابت پایانی جام یوفا در سال ۲۰۰۳ میلادی است که مابین دو تیم باشگاه فوتبال پورتو و باشگاه فوتبال سلتیک برگزار شده‌است.
این مسابقه که در تاریخ ۲۱ مه ۲۰۰۳ انجام شده‌است با نتیجه ۳ بر ۲ به سود تیم باشگاه فوتبال پورتو به پایان رسید.